# Sant Esteve d'Estanya
Sant Esteve d'Estanya és una ermita romànica restaurada al nucli d'Estanya (municipi de Benavarri), a la Franja de Ponent. Està situada al sud del castell de Cabestany. Va pertànyer a l'abadia de Sant Pere d'Àger. Està documentada des del 1091.